# Michel (Patrizierfamilie)

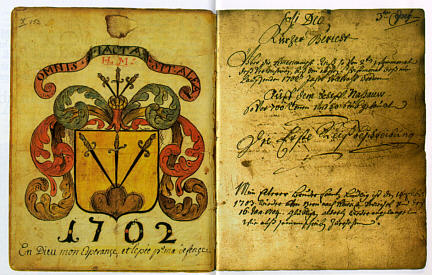
Wappen Michel, im Tagebuch des Franz Ludwig Michel (1702).

Die Familie Michel von Schwertschwendi war eine ursprünglich aus Burgdorf stammende Berner Patrizierfamilie, die seit 1446 das Burgerrecht der Stadt Bern besass, der Gesellschaft zu Mittellöwen sowie der Zunftgesellschaft zu Schmieden angehörte und 1742 ausstarb.
1422 erstmals erwähnt, stellten sie im 15. und 16. Jahrhundert drei Burgermeister in Burgdorf. Ein Berchtold erwarb 1446 das Berner Burgerrecht und gelangte 1455 in den Grossen Rat. Die Familie stellte mehrere Berner Landvögte und mit Wolfgang und Beat Ludwig (1580–1630) zwei Kleinräte. Der letztere, Herr zu Kehrsatz und Erbauer des dortigen Schlosses, wurde Venner zu Schmieden.

## Personen
- Franz Ludwig Michel, Offizier und Entdecker (Reisen nach Pennsylvania)